# ピーテ川
ピーテ川（スウェーデン語、Pite älv）とは、スカンジナビア半島の北部をバルト海の方向へと流れる、河川の1つである。
スウェーデン北部のノールボッテン県を流れる。なお、スウェーデンの北部はノールランドと呼ばれるが、このノールランドにおいても比較的よく知られた川である。この川は、スウェーデン北東部の湖からバルト海北部のボスニア湾へと流れ込んでおり、流路の長さは約400kmである

。
また、流域面積は約1万1285.3km2である

。
ちなみに、この川の河口部にはピーテオという町が存在する。ところで、この町が発祥のピーテパルトというスウェーデン料理がある。このピーテパルトは、この川の周辺で作られるパルトという意味であり、この川の名が冠されている。